# Seryda actinota
Seryda actinota är en fjärilsart som beskrevs av Jordan 1913. Seryda actinota ingår i släktet Seryda och familjen bastardsvärmare. Inga underarter finns listade i Catalogue of Life.